# Bort
Bort (boart, bortz) – drobnokrystaliczna, zanieczyszczona (nieprzezroczysta) odmiana diamentu o kolorze szarym lub czarnym. Ze względu na wykorzystanie jedynie w przemyśle nazywa się go inaczej diamentem technicznym.
Występuje w nieprzezroczystych skupieniach zbitych, kulisto-zbitych i drobnokrystalicznych. Krajem szczególnego występowania tego minerału jest Brazylia (stan Bahia), oraz Rosja, Zair, Ghana.
Wykorzystywany jest głównie w przemyśle do produkcji wierteł, ostrzy przyrządów tnących, szlifierek oraz materiałów ściernych.